# Wymond Carew
Sir Wymond Carew (* 1498 in Antony; † 24. August 1549 in Hackney) war ein englischer Höfling und Politiker, der einmal als Abgeordneter für das House of Commons gewählt wurde.

## Herkunft
Wymond Carew entstammte einer Seitenlinie der Familie Carew, die ursprünglich in den Welsh Marches ansässig war, aber seit dem Ende des 14. Jahrhunderts Besitzungen in Südwestengland besaß. Er war der älteste Sohn von John Carew von Antony und von dessen Frau Thomasin Holland. Zu seinen Geschwistern gehörte John Carew.

## Karriere am Königshof
Carews Karriere begann dank der Förderung durch den mit ihm verwandten Sir John Arundell aus Lanherne in den frühen 1530er Jahren in der Verwaltung des Duchy of Cornwall. Als stellvertretender Receiver-General war er mit für die Einkünfte des Duchy verantwortlich. Als nach dem Sturz von Königin Anne Boleyn 1536 auch zahlreiche ihrer Verwandten und Günstlinge ihre Stellungen am Königshof verloren, wurde Carew wohl dank seinem Schwager Anthony Denny, einem einflussreichen Höfling, Receiver-General der neuen Königin Jane Seymour und nach deren Tod von Anna von Kleve, der neuen Frau von König Heinrich VIII. Seine Ämter in Cornwall behielt er jedoch bei und ließ sie durch Stellvertreter erledigen. Nachdem sich der König von Anna von Kleve scheiden ließ, blieb Carew in deren Diensten. Er war jedoch an der Erledigung der Formalitäten der Scheidung beteiligt und überwachte anschließend den Briefwechsel der ehemaligen Frau des Königs, die ihn ihrerseits als nicht standesgemäßen Emporkömmling geringschätzte. Dennoch sandte Anna von Kleve ihn mehrfach als Beauftragten zum König. Ende 1543 schied Carew aus dem Dienst von Anna von Kleve aus und diente ab Anfang 1544 als Schatzmeister der neuen Königin Catherine Parr, in deren Diensten bereits mehrere andere Beamte des Duchy of Cornwall standen. Den Höhepunkt seiner Karriere erreichte Carew im April 1545, als er Schatzmeister des Court of first fruits and tenths wurde, womit er für die Besteuerung des Klerus verantwortlich war. Aufgrund dieses Amts wurde er im September 1545 als Schatzmeister der Königin abgelöst. Wie die anderen Beamten, die für die Finanzen der Krone verantwortlich waren, zog er sich jedoch regelmäßig den Zorn verschiedener Höflinge zu, da die Lage der königlichen Finanzen aufgrund des Kriegs mit Frankreich und Schottland äußerst angespannt war. Daneben hatte Carew noch zusätzliche lokale Ämter in Middlesex und anderen Teilen Englands übernommen. Im Dezember 1546 war er Leiter der Beamten, die sich um die Verwaltung der Güter des in Ungnade gefallenen und inhaftierten Thomas Howard, 3. Duke of Norfolk kümmerten. Als wenige Wochen später Heinrich VIII. starb, wurde Carew auf Veranlassung des Regentschaftsrats, der für den minderjährigen Eduard VI. die Regierung führte, am 20. Februar 1547 zum Knight of the Bath geschlagen. Vermutlich durch den Einfluss der Regierung wurde Carew 1547 zum ersten Abgeordneten gewählt, der das bis zur Reformation unter der Herrschaft der Äbte der Abtei stehende Peterborough im House of Commons vertreten durfte.

## Ausbau seiner Besitzungen
Carew nutzte seine Stellung am Hofe aus, um sich zu bereichern. Er bedrängte seine beiden einflussreichen Schwäger Anthony Denny und John Gates, ihn weiter zu begünstigen. Gates betraute ihn mehrfach mit Aufgaben, doch bis 1544 konnte Carew nur kleinere Besitzungen erwerben. Ab 1545 gelang es ihm aber, den Grundbesitz seiner Familie in Südwestengland zu erweitern. Dazu erwarb er 1548 das Gut von Hackney in Middlesex sowie weitere Besitzungen in Hertfordshire.

## Ehe und Nachkommen
1519 hatte Carew Martha Denny geheiratet, eine Tochter des Baron of the Exchequer Edmund Denny aus Cheshunt in Hertfordshire. Mit ihr hatte er mindestens vier Söhne, darunter:
- Thomas Carew (1526/27–1564)
- Sir Matthew Carew (1531–1618)

Sein Haupterbe wurde sein ältester Sohn Thomas Carew. Carew hatte jedoch vor allem aus seinem Amt beim Court of first fruits and tenths noch erhebliche Schulden gegenüber der Krone, die noch 1557 von einer Kommission untersucht wurden. Erst 1611 konnten seine Nachfahren endgültig seine Schulden gegenüber der Krone tilgen.